# Salvador Bacarisse
Vista da sepultura.
Salvador Bacarisse Chinoria (Madri, 12 de setembro de 1898 - Paris, 5 de agosto de 1963) foi um músico e compositor espanhol.
Estudou no Conservatório de Madrid, com Manuel Fernández Alberdi (piano) e Conrado del Campo (composição). Bacarisse foi membro do Grupo dos Oito (fundado no modelo francês do grupo de Les Six para combater o conservadorismo musical) e ajudou a música da época como diretor artístico da Unión Radio até 1936. Quando terminou a Guerra Civil Espanhola, em 1939, Bacarisse se exilou em Paris, para escapar da ditadura de Franco. Foi membro do Partido Comunista da Espanha. De 1945 até sua morte trabalhou para a Radiodiffusion-Télévision Française como produtor de programas em espanhol.
Bacarisse compôs para piano, para música de câmara, óperas (incluindo Charlot [1933] e El tesoro de Boabdil, pela qual recebeu um prêmio da rádio francesa em 1958 ), e obras orquestrais, incluindo dois concertos para piano e um para violino.
A sua obra mais conhecida é o Concertino para guitarra y orquesta en la menor, opus 72, composto em 1957, de estilo neo-romântico semelhante ao do Concerto de Aranjuez (1940) de Joaquín Rodrigo. A sua Fantasía Andaluza é uma peça curta recentemente aceite no repertório para harpa e orquestra.